# Walter Rogowski

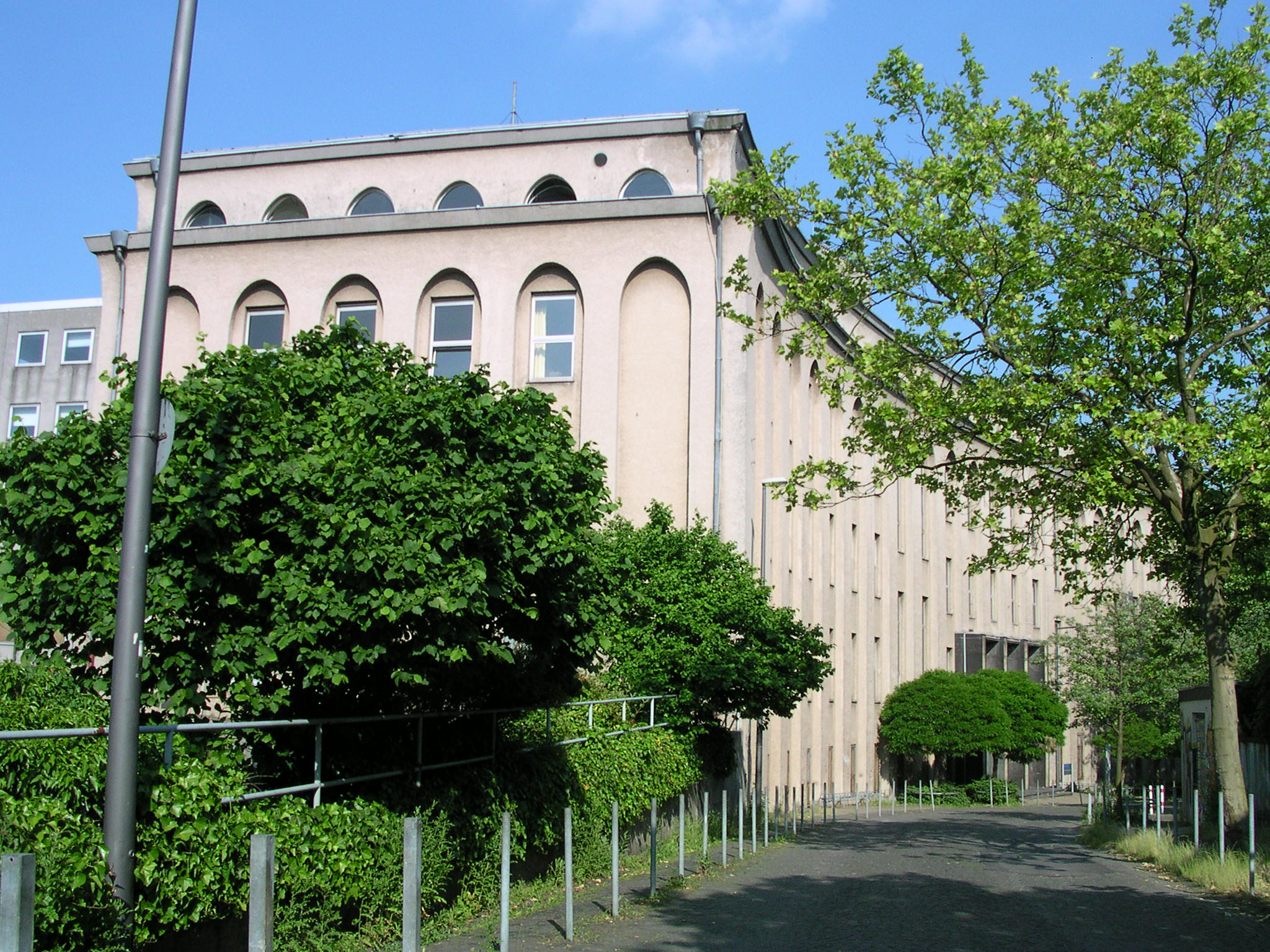
Rogowski-Institut der RWTH Aachen

Walter Johannes Rogowski (ur. 7 maja 1881 w Obrighoven, zm. 10 marca 1947 w Akwizgranie) – niemiecki inżynier elektryk, konstruktor, wynalazca cewek Rogowskiego. 

## Życiorys
Po uzyskaniu dyplomu w 1902 roku na uczelni Rheinisch-Westfälische Technische Hochschule w Aachen, kontynuował studia w Gdańsku w ówczesnej Danzig Technische Hochschule, gdzie pełnił też funkcję asystenta naukowego i w 1907 roku uzyskał tytuł doktora. 
W 1908 roku przeniósł się do Berlina, gdzie pracował w Physikalisch Technische Reichsanstalt. W 1919 roku powrócił do Aachen gdzie rozwinął swoją karierę naukową i wynalazczą. W 1932 roku otrzymał tytuł doktora honoris causa.